# Jean III de Nassau-Beilstein
Jean III de Nassau-Beilstein (en allemand Johann II von Nassau-Beilstein), né en 1495, décédé en 1561.
Il fut comte de Nassau-Beilstein de 1513 à 1561.

## Famille
Fils de Jean II de Nassau-Beilstein et de Marie von Solms.
En 1523, Jean III de Nassau-Beilstein épousa Anne de Nassau-Weilbourg (1564), (fille du comte Louis Ier de Nassau-Weilbourg)
Cette union resta sans descendance.
Jean III de Nassau-Beilstein appartint à la troisième branche, elle-même issue de la seconde branche de la Maison de Nassau. Cette lignée de Nassau-Beilstein appartint à la tige Otonnienne qui donna des stathouders à la Flandre, la Hollande, la Gueldre, aux Provinces-Unies, également un roi à l'Angleterre et l'Écosse en la personne de Guillaume III d'Orange-Nassau, des rois et des reines aux Pays-Bas.
Jean III de Nassau-Beilstein fut le dernier comte de la lignée de Nassau-Beilstein qui s'éteignit avec lui en 1561.
Au décès de Jean III de Nassau-Beilstein, son comté fut intégré au comté de Nassau-Dillenbourg.